# ナンダ・リン・チョー・チット
ナンダ・リン・チョー・チット（ビルマ語: နန္ဒလင်းကျော်ချစ်、1991年6月27日 - ）は、ミャンマーのサッカー選手。ミャンマー代表。ポジションはMF。

## クラブ歴
エーヤワディー・ユナイテッドFCで選手となり、2015年にヤダナボンFCに移籍した。

## 代表歴
AFC U-22アジアカップ2013予選にU-22代表として出場した。
A代表としては2013年2月6日に行われたフィリピン代表との親善試合で初出場。2014年9月3日に行われたフィリピンピースカップ2014のパレスチナ代表戦で初得点を挙げた。その後2014 AFFスズキカップや2018 FIFAワールドカップ・アジア2次予選に出場した。